# Бублиль, Макс
Макс Бублиль (фр. Maximilien Léon Boublil, род. 17 мая 1979, Париж, Франция) — французский актер, комик и певец сефардского происхождения. Он выпустил 2 альбома.

## Карьера

### Комедия и музыка
Первоначально Бублиль работал как комик: в фильмах («Хороший сын» (2001), «Полный облом» (2003), «Ду-воп» (2004), «T.i.c. — Trouble involontaire convulsif»), сериалах («Сан-Тропе», «Комиссар Наварро», «Quai N ° 1», «Hé M’sieur!», «Таинственные знаки»), на ТВ и в рекламе (Crunch, Yoplait, Direct Assurance).
В мае 2007 года он выпустил провокационную юмористическую песню «Ce soir … tu vas prendre» в интернете, что сразу сделало его знаменитым. Чуть позже Макса пригласили в ток-шоу «Le Grand Journal» на Canal+. В октябре 2007 года ему пришлось уехать, чтобы сконцентрироваться на своих персональных шоу в период между 2007 и 2009 годами, включая длительный тур по Франции «Max prend…» (в провинциях — «Max prend la route»).
Макс принимал участие в телевизионном шоу «One Man Sauvage» и работал над юмором в «Max Les Veut Toutes», передаче F2H. Тогда же он занимался реалити-шоу «Dilemme» на канале W9, где представлял Le Mag de Max. В сентябре 2010 года в Париже состоялась премьера мюзикла «Le one man», автором которого является Макс Бублиль. Постановка состояла из песней и скетчей.
За свою музыкальную карьеру Бублиль выпустил два альбома: дебютный — «L’album», вышедший 14 февраля 2011 года, и альбом «Le 2ème» (июнь 2012 года). Он также хорошо известен своими пародиями на некоторые песни и личностей. Можно взять в пример его композиции «Ce soir tu vas prendre», «Susan Boyle», «Chanson raciste», "J’aime les moches " и др.

### Кино
2012 год стал очень насыщенным для Бублиля в плане игры в кино. Актера можно было увидеть в таких фильмах, как «Это правда, если я вру 3» (реж. Тома Жилу), «Ошибка молодости» (реж. Симон Астье), «Воздерживаться» (реж. Рашид Джайдани).
В период с 2013 по 2018 год Макс сыграл в фильмах «Любовь в квадрате» (реж. Даниэль Томпсон), «Холостяки в отрыве», «Готов на всё», «Новичок» и «Как мальчишки». Кроме того, в 2015 году актер исполнил главную роль в комедии «Робин Гуд, правдивая история» режиссера Антони Марсьяно, с которым уже сотрудничал ранее и продолжит в будущем. 21 августа 2019 во Франции состоялся первый показ их совместного проекта «Жизнь на перемотке». Сюжет фильма закручивается вокруг героя по имени Макс, которому на 13 лет дарят видеокамеру. Парень начинает снимать свою жизнь, не представляя, что это положит начало трогательной и смешной хронике от 90-х до 2010-х.